# Mariann Maslyk
Mariann Maslyk (* 28. Februar 1982; geborene Joensen) ist eine ehemalige färöische Fußballspielerin.

## Verein
Maslyk spielte seit ihrer Jugend bei KÍ Klaksvík. Für den Verein bestritt sie 97 Erstligaspiele. Ihr Debüt gab sie am ersten Spieltag der Saison 1997 im Alter von 15 Jahren bei der 3:7-Auswärtsniederlage gegen HB Tórshavn, als sie in der 62. Minute für Nanna Joensen eingewechselt wurde. Dennoch konnte in diesem Jahr der Meistertitel an der Seite von Rannvá Biskopstø Andreasen, Malena Josephsen, Annelisa Justesen und Ragna Biskopstø Patawary gefeiert werden. 2000 gelang das Double aus Meisterschaft und Pokal durch den 2:0-Finalsieg über HB Tórshavn. Bis zum Karriereende 2009 gelangen ihr noch acht weitere Meistertitel sowie vier weitere Pokalsiege. Damals gehörte unter anderem zusätzlich Bára Skaale Klakstein, Randi S. Wardum und Olga Kristina Hansen zur Mannschaft.

### Europapokal
Maslyk bestritt insgesamt sieben Spiele in der UEFA Women’s Champions League, das erste 2002/03 in der Vorrunde beim 2:0-Sieg gegen TKSK Visa Tallinn, als sie in der Schlussminute für Malena Josephsen eingewechselt wurde. 2009/10 absolvierte sie in der Qualifikationsrunde beim 4:2-Sieg gegen ZFK Tikvesanka ihr letztes Spiel.

## Erfolge
- 10× Färöischer Meister: 1997, 2000, 2001, 2002, 2003, 2004, 2005, 2006, 2007, 2009
- 5× Färöischer Pokalsieger: 2000, 2002, 2004, 2006, 2007